# Syzygieae
Syzygieae é uma tribo pertencente à família das mirtáceas. Tem os seguintes géneros:

## Géneros
- Piliocalyx Brongn. & Gris
- Syzygium R.Br. ex Gaertn.
- Waterhousea B.Hyland